# Фалькенланд, Кристина
Кристина Фалькенланд (швед. Christine Falkenland, 21 апреля 1967, Гётеборг) — шведская писательница.

## Биография
Родилась в лютеранской семье, воспитывалась в духе шартаунизма, готовилась стать священником. Переехала в Стокгольм, занялась журналистикой. Дебютировала в 1991 книгой стихов, как поэт испытала глубокое влияние Гуннара Экелёфа. В 1996 вышел её первый роман. Выпустила несколько книг для детей. На стихи Фалькенланд написана оратория шведского композитора Стефана Клавердаля Живая вода (2009), к её религиозной лирике обращаются и другие композиторы. Стихи и проза Фалькенланд переведены на многие европейские языки.
Живет в Гётеборге с мужем и сыном.

## Произведения
- 1991: Наваждение/ Illusio, книга стихов
- 1996: Молот и наковальня/ Släggan och städet, роман (переведен на французский язык)
- 1997: Осколки разбитого зеркала/ Skärvor av en sönderslagen spegel, роман
- 1999: Моя тень/ Min skugga, роман (переведен на французский, немецкий, итальянский, голландский, польский, сербский, хорватский, румынский, украинский языки)
- 1999: Четырежды стихи/ 4 x dikter, четыре первые книги стихов
- 2000: Душевная жажда/ Själens beggar, роман (переведен на французский)
- 2003: Одинокая/ Öde, роман (переведен на французский язык)
- 2004: О нем/ Om honom, книга стихов
- 2006: Тряпичная кукла/ Trasdockan, роман
- 2008: Зимний сад/ Vinterträdgården, роман
- 2011: Сфинкс/ Sfinx, роман

## Признание
Премия шведского издательства Wahlström och Widstrand (1998), литературная премия крупнейшей шведской газеты Svenska Dagbladet (2003), премия Шведского радио за роман (2004) и др. награды.